# Казе Фјораванти (Асколи Пичено)
Казе Фјораванти (итал. Case Fioravanti) насеље је у Италији у округу Асколи Пичено, региону Марке.
Према процени из 2011. у насељу је живело 25 становника. Насеље се налази на надморској висини од 469 м.